# Postire
Postire (in croato Postira) è un comune della Regione spalatino-dalmata sull'isola di Brazza in Croazia.

## Società

### La presenza autoctona di italiani
Vi fu una comunità di italiani autoctoni che rappresentano una minoranza residuale di quelle popolazioni italiane che abitarono per secoli la penisola dell'Istria e le coste e le isole del Quarnaro e della Dalmazia, territori che furono della Repubblica di Venezia.
Secondo il censimento austriaco del 1880 erano presenti 95 italiani che risultarono aumentati nel censimento del 1890 con 138 italiani e diminuiti in quello del 1900 con 41 italiani. Fino al 1945 era presente una minoranza italiana.

## Località
Il comune di Postire è suddiviso in 2 frazioni (naselja) di seguito elencate. Tra parentesi il nome in lingua italiana, generalmente desueto.
- Dol (Posterna)
- Postire (Postira), sede comunale

Il villaggio di Dol è l'antica Posterna, menzionata per la prima volta nel 1347; il toponimo deriva probabilmente dal latino "pastura" ("pascolo").

## Economia e attrazioni
Le principali attività sono la pesca, l'agricoltura e il turismo. Prodotti tipici sono l'olio di oliva e il vino locale. L'industria Sardina Postira lavora sardine di alta qualità, tra le migliori dell'Adriatico. presso il villaggio si trova la spiaggia di Lovrečina (San Lorenzo) dove sono state rinvenute le rovine di un'antica basilica paleocristiana del V-VI secolo d.C.
Al centro del villaggio si trova la chiesa di San Giovanni Battista (Sv. Ivan Krstitelj).